# Aeroporto de Tampere-Pirkkala
O Aeroporto de Tampere-Pirkkala (em finlandês: Tampere-Pirkkala lentoasema) (IATA: TMP, ICAO: EFTP) é um aeroporto localizado na cidade de Pirkkala e que serve principalmente a cidade de Tampere na Finlândia, sendo o quarto aeroporto mais movimentado do país.